# Fermín Toro
Fermín del Toro y Blanco (El Valle, C. G. de Venezuela, Imperio español, 14 de julio de 1806-Caracas, Venezuela, 23 de diciembre de 1865) fue un polímata venezolano. Alcanzó relevancia como humanista, político, diplomático, literato, orador y docente, desempeñándose varias veces como Ministro Plenipotenciario de Venezuela, como Ministro de Hacienda de Venezuela en dos ocasiones y como Ministro de Relaciones Exteriores. Igualmente fue dos veces Diputado en el Congreso de Venezuela y durante la crisis del «Gobierno de la Fusión», liderado por Julián Castro, presidió en 1858, la Convención Nacional de Valencia, que serviría para materializar una «Reforma Constitucional», que daría pie al inicio de la Guerra Federal.
Junto a su labor política y diplomática, destacan sus muy relevantes aportes a las letras y al pensamiento con títulos como Europa y América, Cuestión de imprenta y Los estudios filosóficos en Venezuela. Igual de notoria fue su obra de carácter politológico, destacándose en ella sus «Reflexiones sobre la Ley del 10 de abril de 1834», publicada en 1845. De igual valor fue su labor en el campo de la docencia y su colaboración literaria con los periódicos de la época. Se incorporó al grupo que dirigía «El Liceo Venezolano», importante institución científico-literaria. En 1842 publicó por entregas «Los Mártires», considerada como la primera novela producida en el país. Además de la misma escribió múltiples cuentos de entre los cuales sobresalen «La viuda de Corinto» y «La Sibila de los Andes», también se adentró en la narrativa costumbrista con obras como «Costumbres de Barullópolis», así como en la poesía. La fama de Fermín Toro como hombre de letras se debe primordialmente a sus ensayos políticos, a sus artículos periodísticos y a sus intervenciones como orador en el Congreso. Su importancia como orador, lo coloca a la vez en lugar primigenio dentro de la historia parlamentaria venezolana.
El escritor español Pedro Grases lo incluyó a él dentro de un grupo de hombres notables a quienes llamó la generación de 1830. Otros personajes importantes de esa generación fueron Juan Vicente González, Juan Manuel Cagigal, Rafael María Baralt, Valentín Espinal, Luis D. Correa y José Antonio Maitín. Esta generación tuvo un papel muy destacado dentro de la política y las letras venezolanas; a pesar de contar muchos de ellos únicamente con una formación autodidáctica como consecuencia de la guerra de independencia que asoló al país durante varios años.

## Biografía

### Primeros años y formación
Algunas fuentes sitúan de su nacimiento en Caracas, capital de la entonces provincia de Caracas; Capitanía General de Venezuela. Otras en El Valle, que era en aquel tiempo un pequeño pueblo ubicado cerca de Caracas, lugar donde Toro pasó su infancia. En cuanto al año algunas fuentes dicen que nació en 1806; mientras que otras indican el año 1807. El historiador José Antonio de Armas Chitty, autor de un libro llamado Fermín Toro y su época, afirma: «...Ni en el archivo de la Catedral de Caracas, ni en el de la parroquia El Valle hemos hallado su partida de nacimiento. No pudo nacer en septiembre de 1807 porque su hermana María del Rosario nació el 12 de enero de 1808...».
Su primera escolaridad estará a cargo del presbítero Benito Chacín, egresado de la Real y Pontificia Universidad de Caracas. Al trasladarse sus padres de El Valle a Caracas, iniciará una sólida formación autodidáctica en la extensa biblioteca de su tío Francisco Rodríguez del Toro. Durante su estadía en Londres entre 1835 y 1841 alternara sus labores diplomáticas con sus estudios autodidácticos en la British Library de esa capital.

### Vida pública

#### Durante el gobierno de los conservadores
Durante toda su vida Fermín Toro militó en las filas del Partido Conservador. Entre 1832 y 1835 se desempeñó como Presidente de la Cámara de Diputados. A partir de esta última fecha partió a Londres para ocupar un importante cargo diplomático en esa capital. En 1841 Fermín Toro regresa a Venezuela para hacerse cargo del puesto de Oficial Mayor del Ministerio de Hacienda en sustitución de José Luis Ramos. Además Toro volvió al puesto de profesor en el Colegio de Montenegro y Colón.
En 1842 Fermín Toro presidió la comisión encargada de preparar en Caracas las honras fúnebres a Simón Bolívar con motivo del traslado de sus restos desde Colombia, convirtiéndose además en el cronista que narró el acontecimiento. De hecho en 1832, desde la Cámara de Diputados, Toro había sido el primer venezolano en solicitar la repatriación de los restos de El Libertador, cuando el nombre de aquel era aún anatema en el país.
En 1844 fue a Nueva Granada como Ministro Plenipotenciario de Venezuela, con la finalidad de negociar un acuerdo sobre los problemas limítrofes con aquel país. La misión no tuvo éxito porque la Nueva Granada quería someter el diferendo al arbitraje extranjero y además pedía concesiones en tierras del actual estado Amazonas.
El primero de abril de 1846 Toro fue ratificado como Ministro Plenipotenciario para efectuar en Madrid el canje de ratificaciones para la entrada en vigencia del tratado de paz del 30 de marzo de 1845 entre España y Venezuela, mediante el cual la antigua metrópoli reconocía la independencia venezolana. El 22 de junio de 1846 dicho acuerdo fue rubricado. El día 19 de ese mismo mes había sido recibido por la reina Isabel II. Para celebrar este importante evento, la reina ofreció un baile en el Palacio Real en el que bailó con Fermín Toro.

#### Durante el gobierno de los Monagas
En abril de 1847 regresó al país, siendo nombrado de inmediato Ministro de Hacienda por el presidente José Tadeo Monagas debido a la renuncia de José Félix Blanco. A comienzos del año siguiente se incorporó a las Cámaras Legislativas como diputado por Caracas. Sin embargo, el 24 de enero de 1848 se produce el llamado asesinato del Congreso, ocasión en la que Monagas hizo invadir el Congreso por las turbas que le eran leales. Ello con la intención de amedrentar a un poder legislativo que mostraba demasiada independencia. Mario Briceño Perozo describe así los acontecimientos:  
“El llamado asesinato del Congreso, el 24 de enero de 1848, presentaba al Presidente de La República Gral. José Tadeo Monagas, el grave problema de quedarse sin Parlamento, y frente a tal circunstancia instruyó a sus áulicos para que persuadieran a los representantes que olvidaran aquel atropello y regresaran a sus funciones regulares. Retornar al seno del Congreso era convalidar el hecho ominoso, era entregarse plenamente al Gral. Monagas (...) En cambio, negarse a volver era granjearse la enemistad del Presidente y exponerse a todos los peligros que tal situación entrañaba (...) En la disyuntiva, la mayoría tomó el camino de la comodidad y retornó al Parlamento (...) La excepción de 1848 en Venezuela la constituyó el diputado Fermín Toro, a quien los emisarios del Presidente de la República llevaron un mensaje especial en cuenta, naturalmente, de la importancia singular de don Fermín Toro (...) A la insinuación que otros habían acogido de rodillas, Fermín Toro respondió erguido: 'Decid al Presidente Monagas que mi cadáver podrán llevarlo, pero que Fermín Toro no se prostituye' (...) El Parlamento restablecido el 25 de enero de 1848 dio a Monagas facultades extraordinarias y fue silencioso cumplidor de todas las instrucciones que emanaron del Jefe del Poder Ejecutivo (...) La cívica actitud de Fermín Toro en aquel sombrío año de 1848, es un ejemplo permanente de valentía, de dignidad republicana y de respeto a sí mismo".
A partir de este momento y hasta 1858 Toro se retiró de toda actividad política, recluyéndose en su hacienda en los Valles de Aragua, en donde se dedicó a labores agrícolas y ganaderas, así como al estudio serio de la botánica. Según señala Elías Toro: 
"Las ciencias naturales y especialmente la botánica absorven mayormente su interés. A menudo sale de excursión por cerros y montañas y regresa al atardecer cargado de plantas. Clasifica más de setecientas especies de nuestra flora".
Durante su exilio interno recibe una invitación de la Junta de Gobierno de la Universidad de Caracas para escribir la biografía del ilustre científico, estadista y antiguo rector de dicha institución José María Vargas. Toro, sin embargo, declina dicha invitación alegando que la censura gubernamental no le brindaría la "libertad para expresar sus ideas con todo el alcance de su razón y toda la libertad de su pensamiento".
En las elecciones presidenciales de Venezuela de 1850 realizadas por el Congreso Nacional en 1850 se le dio a Fermín Toro (ausente de las sesiones del Congreso desde 1848) 2 votos electorales. Sin embargo, esos votos fueron dados por miembros del Partido Liberal del presidente Monagas. Ello, a fin dar una apariencia democrática a unos comicios que habían sido boicoteados por los seguidores del Partido Conservador. En las elecciones presidenciales siguientes, dominadas de nuevo por el Partido Liberal, se le asignó a Fermín Toro (único candidato opositor) un voto electoral.

#### Durante la revolución de marzo, la convención de Valencia y la Guerra Federal
En 1858 participó en la Revolución de Marzo realizada por los partidos Conservador y Liberal en contra de José Tadeo Monagas. Tras el éxito de la misma Fermín Toro fue designado Ministro de Hacienda bajo el gobierno de fusión de Julián Castro Contreras. Cuando Fermín Toro se enteró de la firma del Protocolo Urrutia (que garantizaba a las legaciones de Estados Unidos, Reino Unido, Francia, Imperio de Brasil, los Países Bajos y España la salida del país del depuesto presidente José Tadeo Monagas), manifestó su fuerte desacuerdo. Ello, por considerarlo como una inaceptable cesión de soberanía ante un grupo de poderosos gobiernos extranjeros. Por tal razón presentó su renuncia al ministerio. Esta no le fue aceptada por el Consejo de Gobierno. Por el contrario, el mismo decidió designarlo como Ministro de Relaciones Exteriores. En tal carácter le tocó resolver el conflicto diplomático surgido en torno al cumplimiento del Protocolo Urrutia.
Al convocarse la Convención Nacional de Valencia llamada a redactar una nueva Constitución, Toro renunció a su cargo para ser elegido Diputado ante la misma. Instalada la Convención, Fermín Toro sería electo Presidente de ésta, jugando un papel protagónico. Sus discursos allí se encontrarán entre los mejores jamás pronunciados en la historia parlamentaria venezolana. En palabras de Arturo Uslar Pietri:
"En Valencia se ha instalado la Convención Nacional que va darle forma jurídica a la nueva era política. Los hombres más notables de todos los partidos se dan cita allí en un torneo de elevada oratoria. Preside el Diputado por Aragua, Fermín Toro, que ahora tiene tribuna, asamblea y muchas cosas que decir. Y dice los más hermosos, los más penetrantes, los más iluminados, los más conmovedores discursos que se hayan dicho en Venezuela". 

A partir de 1860, y bajo las presidencias de Manuel Felipe Tovar, Pedro Gual y José Antonio Páez, Toro se desempeñará como Ministro Plenipotenciario ante el Reino Unido, Francia y España. También llevará a cabo importantes labores diplomáticas especiales ante Estados Unidos, Países Bajos y Brasil. La Guerra Federal ha estallado en Venezuela y es necesario resolver los entuertos causados por ella sobre los intereses extranjeros y, a la vez, conseguir financiamiento internacional.
Sin embargo, en desacuerdo con el poder dictatorial asumido por el anciano general Páez, decide presentar su renuncia. A este dirige una carta en la cual le expesa:
"¿Cree usted, General, que puede violarse abierta y frecuentemente el sagrado derecho a la seguridad individual sin escozor de la conciencia? Poner manos violentas en hombres pacíficos, en sus casas, en el seno de sus familias y sepultarlos en las prisiones sin forma de juicio, sin apariencia de causa, sin oir siquiera sus quejas, haciéndose alarde de la violencia inferida al ciudadano y del ultraje hecho a la ley".
Con esta valiente carta cierra Fermín Toro su vida pública y se retira definitivamente a la esfera doméstica y al estudio de las lenguas indígenas en Venezuela.

### Muerte
Fermín Toro murió en Caracas el 23 de diciembre de 1865. Al enterarse de su muerte Juan Vicente González escribió una Meseniana donde lo califica como El último venezolano y se lamenta de su defunción. A continuación algunos extractos de esa Meseniana:
Es medianoche. Silencio dulce y triste envuelve la tierra adormecida. La luna pálida va visitando las dispersas nubes; las estrellas del cielo se miran en los ríos; las cimas de los árboles se estremecen, murmuran y parecen pensativas... Aún está más triste mi corazón. En vano un aire fresco acaricia las hojas, el otoño imita en vano las galas de la primavera y flores de color recogen en sus tiernos pétalos las gotas de rocío. ¿Qué nuevas desgracias amenazan a mi patria? ¿Qué reciente crimen se ha cometido en nombre de la santa libertad?
Es que acaba de abrirse una tumba, y ha caído en ella el último venezolano, el fruto que crearon la aplicación y el talento, y que sazonó la paz, en los envidiados días, que para siempre huyeron, de gloria nacional. ¡Llorarle es afligirse por los destinos de un pueblo, condenado a vivir de la ceniza de sus días pasados!
¿Cómo logró su espíritu abarcar el círculo inmenso de los conocimientos humanos? Las ciencias morales y políticas, las metafísicas, a que no basta la vida; las ciencias naturales, que fueron consuelo de sus últimos años, todo lo dominó su inteligencia vasta ¡Qué aptitudes! ¡Cuántos talentos que harían la gloria de muchos hombres!
La naturaleza le había hecho orador. Con la firmeza, flexibilidad y energía que distinguieron su palabra, con el brillo y magnificencia de lenguaje, inseparables del fuego de su corazón, viósele siempre del partido de las nobles y generosas causas. (...) Como político, Toro fue de esos espíritus ideales que sueñan hermosas teorías sobre el cabo de Sunium o en los jardines de la Academia. Abrasaba su alma el amor de la libertad, llama celeste, y el amor de los hombres, que en él no se debilitó jamás. Cuando el demonio tentador de la gloria, el odio a la injusticia, la impaciencia de vengar los ultrajes a la patria, le arras a ardientes polémicas o a peligrosas resoluciones, su espíritu, en emoción perpetua, se esparcía sobre todos los objetos, colorando las palabras, animando y engrandeciendo los hechos.
¡Yo te saludo, amigo; no en esa fosa estrecha, sino en los espacios luminosos, donde innumerables astros giran con desconocida armonía sobre este pequeño túmulo que llamamos nuestro universo! 

(Juan Vicente González, Meseniana a Fermín Toro)

## Escritos
Fermín Toro escribió artículos para los periódicos El Liberal (1837) y El Correo de Caracas (1839), usando para ello su propio nombre o los seudónimos Emiro Kastos o Jocosías. En 1842 se incorporó como redactor al grupo que dirigía El Liceo Venezolano; donde publicó artículos costumbristas y políticos e hizo comentarios a las obras de Rafael María Baralt y de Agustín Codazzi.
Sus escritos abarcan el ensayo, la oratoria, la narrativa, la crónica, la poesía, la botánica y el estudio de la lengua indígena guajira. Algunas de estas obras son:
- Ensayo
  - Reflexiones sobre la Ley del 10 de abril de 1834. En este escrito publicado en 1845 Toro reflexiona sobre los males que causaba dicha ley e incluso dice: «…la libertad absoluta de la usura y los remates judiciales sin restricción alguna en favor de los deudores son perjudiciales a los intereses morales y materiales de Venezuela…».[16]
  - Los estudios filosóficos en Venezuela, Europa y América.
  - Cuestión de imprenta.
  - Ensayo gramatical sobre el idioma guajiro, cuyos manuscritos fueron recogidos y analizados por Adolfo Ernst en 1872.

- Narrativa
  - Los Mártires publicado por entregas en 1842. Considerada como la primera novela producida en Venezuela.
  - La Viuda de Corinto publicado en el diario el Liberal el 25 de julio de 1837. Es considerado como un antecedente de la narrativa fantástica, así como de la cuentística del horror en Venezuela.[17]
  - El solitario de las catacumbas, 1839
  - La Sibila de los Andes, 1840.

- Oratoria
  - Discursos ante la Convención de Valencia (1858). En ellos Toro defiende la forma de gobierno centro-federalista.

- Crónica
  - Descripción de los honores fúnebres consagrados a los restos del Libertador Simón Bolívar (1842) de estilo neoclásico.

Por otra parte Fermín Toro fue autor de varios poemarios. Pedro Grases considera que Toro escribió sus poemas «con más fuerza conceptual que fortuna en la inspiración». Además Fermín Toro redactó en 1863 el prefacio al Manual de Historia Universal de Juan Vicente González.

A decir de A. Arellano Moreno:
"En el mundo del pensamiento (...) hay que hacer obligada referencia a don Fermin Toro (1807-1866), la más clara inteligencia [venezolana] de todos los tiempos".

## Familia
Fermín Toro se casó con su prima María de las Mercedes de Tovar y Rodríguez del Toro (Caracas, 18 de junio de 1807 — Caracas, 24 de marzo de 1860) en Caracas el 27 de septiembre de 1828. Ambos tuvieron los siguientes hijos:
- Elías del Toro y Tovar (n. Caracas, 1830)
- Julio del Toro y Tovar (n. Caracas, 1832)
- Dolores del Toro y Tovar (n. Caracas, 1834)
- Carmen del Toro y Tovar (n. Caracas, 1836)
- Hortencia del Toro y Tovar (n. Caracas, 1838)

Su nieto Elías Toro fue un destacado científico que se desempeñó como Rector de la Universidad Central de Venezuela. El padre de Fermín Toro, José Antonio Rodríguez del Toro y Álvarez de Barba, era a su vez primo hermano de la esposa del Libertador Simón Bolívar, María Teresa Rodríguez del Toro y Alayza, de los próceres de la Independencia Francisco Rodríguez del Toro, Fernando Rodríguez del Toro y Juan Rodríguez del Toro, así como de Ana Teresa Rodríguez del Toro de Ibarra, madre de los también próceres Diego Ibarra y Andrés Ibarra y de María Teresa Rodriguez del Toro de Herrera, quien fuera madre de los próceres Esteban Herrera Toro y Bernardo Herrera.

## Honores a Fermín Toro
Los restos de Fermín Toro reposan en el Panteón Nacional desde el 23 de abril de 1876.
En la actualidad muchos institutos educativos de Venezuela llevan su nombre. Entre estos están:
- La Universidad Fermín Toro de Barquisimeto, estado Lara, Venezuela.
- El Colegio Universitario Fermín Toro de Barquisimeto, estado Lara.
- El Liceo Fermín Toro de Caracas, Venezuela.
- El Instituto de Estudios Parlamentarios Fermín Toro de Caracas, Venezuela.
- Liceo Fermin Toro de El Tigre,  Estado Anzoategui

Diversas avenidas del país, incluyendo a la conocida como Cota 905 de Caracas, llevan su nombre. Su estatua se encuentra en el patio central del Liceo Fermín Toro y su cuadro pintado por Antonio Herrera Toro ocupa lugar importante en la Casa Amarilla, sede de la Cancillería venezolana. Una de las cuatro plazas que engalanan los extremos de la Asamblea Nacional lleva también su nombre y allí se encuentra un busto suyo.